# Edgar Vasques
Edgar Luiz Simch Vasques da Silva (Porto Alegre, 5 de outubro de 1949)  é um ilustrador, artista gráfico e cartunista brasileiro . Entre suas obras destacam-se a as ilustrações de O Analista de Bagé em quadrinhos e a série de livros com o personagem Rango.

## Biografia
Apesar de ser graduado em arquitetura pela Universidade Federal do Rio Grande do Sul, Edgar Vasques nunca exerceu a profissão. Ainda estudante, em 1968, começou a trabalhar como chargista de esportes no jornal Correio do Povo. Em 1970, criou para a revista Grillus, da Faculdade de Arquitetura, uma série de quadrinhos com o personagem Rango, um esfomeado de cabelo rebelde, barriga inchada e que, vivendo no meio do lixo, nunca deixa de fazer observações irônicas sobre a desigualdade social brasileira. A criação fez sucesso no campus universitário, e passou a ser requisitada para outras publicações alternativas.
Em 1973, já na Folha da Manhã, Edgar foi chamado a cobrir as férias do cronista Luis Fernando Verissimo, e o Rango apareceu pela primeira vez na grande imprensa. Como continuou agradando, passou em seguida a ter espaço próprio, na página de quadrinhos do jornal. Em plena ditadura militar, Vasques produzia cartuns ironizando a miséria crescente, a propaganda oficial do governo e a alienação.
Em 1974, depois de uma tentativa frustrada de criar uma agência de publicidade com dois colegas, os três resolveram editar um volume com as tiras já publicadas do Rango. Para isso, os colegas Paulo de Almeida Lima e Ivan Pinheiro Machado criaram a L&PM Editores - hoje uma grande editora brasileira, e responsável pela publicação de praticamente toda a obra de Edgar Vasques.
O primeiro volume com as tiras do Rango, com prefácio de Érico Veríssimo, foi um dos livros mais vendidos na Feira do Livro de Porto Alegre em 1974, fato inédito para uma publicação de quadrinhos. E, junto com outros autores como Verissimo, Renato Canini, Santiago, Fraga, etc, ajudou a estabelecer um espaço nacional para o humor produzido no Rio Grande do Sul.
Até 1981, foram publicados 7 volumes com as tiras do Rango, sempre em formato pequeno horizontal (13,5 x 21 cm). Neles, apareceram outros personagens de Edgar Vasques: o filho do Rango, menino de rua sem nome; Boca 3, um cachorrinho falante; Chaco, um índio latino-americano sem teto; Baba, um bêbado; e Cândido, o perguntador.
Nos anos 80, Edgar Vasques tornou-se conhecido nacionalmente pelos quadrinhos do Analista de Bagé , de autoria de Luís Fernando Verissimo, publicados na revista Playboy. A inovação, neste caso, ficava por conta da qualidade dos traços de aquarela, técnica inédita utilizada em quadrinhos.
A partir de 1986, os novos álbuns de Edgar Vasques passaram a ser publicados em formato grande vertical (27,5 x 21 cm). Depois do fechamento da Folha da Manhã, o Rango e outras tiras de Edgar Vasques apareceram em O Estado do Paraná, Correio de Notícias (Curitiba), Diário do Sul (Porto Alegre), Artes Visuales (México), Charlie Mensuel (Paris), além de publicações alternativas como O Pasquim, Versus, Ovelha Negra, Coojornal, etc.
Vasques participou ainda de vários livros coletivos de humor e quadrinhos, como QI 14 (1975), Tubarão Parte II (1976), Antologia Brasileira de Humor (1976), Humor de Sete Cabeças (1978), E o Bento Levou... (1985), etc.
No final dos anos 1980, Edgar Vasques foi um dos criadores da Grafar, associação de Artistas Gráficos do Rio Grande do Sul
Durante a Feira do Livro de 2005, foi realizada em Porto Alegre uma exposição comemorando os 35 anos de criação do Rango
Em maio de 2021, passou a publicar novas tiras de Rango no site da editora Marca de Fantasia.

## Livros publicados
- 2005: "Rango" (antologia), L&PM Editores, ISBN 8525414956
- 1998: "O Gênio Gabiru", L&PM Editores, ISBN 8525409243
- 1995: "História/Histórias de Porto Alegre" (com Tabajara Ruas e Liana Timm), SMC/ Porto Alegre
- 1993: "Caras Pintadas", L&PM Editores, ISBN 8525404209
- 1990: "Tangos & Tragédias em Quadrinhos" (com Cláudio Levitan), L&PM Editores (reeditado em 2007 como ISBN 8525416851)
- 1989: "Coisa Feia", L&PM Editores, ISBN 8525402591
- 1987: "O Vento Assassino", L&PM Editores, IDI02860-5
- 1988: "A Lei do Cão (e Mais Alguma Coisa)", L&PM Editores
- 1986: "Alô! Nova República?", L&PM Editores
- 1984: "Abaixo do Cruzeiro - o Brasil nas Melhores Histórias do Rango", L&PM Editores
- 1983: "O Analista de Bagé em Quadrinhos" (com Luis Fernando Verissimo), L&PM Editores
- 1981: "Rango 7", L&PM Editores
- 1978: "Rango 6 - Histórias de um Marginal", L&PM Editores
- 1978: "Pega pra Kapput" (com Josué Guimarães, Moacyr Scliar e Luis Fernando Verissimo), L&PM Editores (reeditado em 2004 como ISBN 8525413879)
- 1977: "Rango 5 - Cândido, o Perguntador", L&PM Editores
- 1976: "Rango 4", L&PM Editores
- 1975: "Rango 3", L&PM Editores
- 1975: "Rango 2", L&PM Editores
- 1974: "Rango 1", L&PM Editores